# فاندر لي
فاندر لي (بالبرتغالية: Vander Lee‏) هو مغن مؤلف برازيلي، ولد في 3 مارس 1966 في بيلو هوريزونتي في البرازيل، وتوفي في 5 أغسطس 2016 بسبب نوبة قلبية.

## وصلات خارجية
- فاندر لي على موقع ميوزك برينز (الإنجليزية)
- فاندر لي على موقع أول ميوزيك (الإنجليزية)
- فاندر لي على موقع ديسكوغز (الإنجليزية)